# 普雷斯帕國家公園
40°45′0″N 20°55′0″E / 40.75000°N 20.91667°E

普雷斯帕國家公園是阿爾巴尼亞的國家公園，位於該國東南部，鄰近與希臘和北馬其頓，成立於1999年2月18日，面積277.5平方公里，該地區有60種哺乳類、270種鳥類、23種爬蟲類、11種兩棲類和23種魚類等野生動物棲息。